# Ocean Jet
OCEAN JET (МФА [ˈoʊʃən ˈdʒt], рус. О́ушен джет) — российский музыкальный коллектив, основанный в 2013 году в городе Костроме.
Музыка группы представляет собой сочетание жанров электронной, поп и рок музыки.

## История
Впервые группа заявила о себе 7 ноября 2013 года, выпустив интернет-сингл «Distant», который менее чем за месяц получил широкий охват в социальных сетях.. В это же время сообщество группы на сайте VK.com собрало множество положительных отзывов, которые начали приходить со всей России и стран ближнего зарубежья.
28 ноября группа выпустила второй интернет-сингл «Victims», который также был тепло принят интернет-публикой и музыкальными критиками.
25 декабря коллектив опубликовал свой дебютный мини-альбом «Echoes», в который вошли четыре песни (в том числе два выпущенных ранее интернет-сингла — «Distant» и «Victims»).
2014 год — клип на «Distant» и первые концерты
1 марта 2014 года в Костроме прошли съемки первого клипа группы на песню «Distant».
В конце ноября и начале декабря группа провела свои первые полноценные концерты в Санкт-Петербурге, Москве, Костроме и Воронеже. После выступления в столице Ocean Jet начали сотрудничать с лейблом Kometa Music, который работал с такими группами и исполнителями как Наадя, Artemiev, Glintshake, Esthetix и другими.
2015 год — «Vengeance» и активная деятельность
16 марта 2015 года выходит первый полноформатный альбом «Vengeance».
В это же время к группе присоединяется барабанщик Николай Дементьев, с которым группа начинает репетиции к концертам в поддержку альбома «Vengeance».
Весной и летом группа посещала Москву и Санкт-Петербург как с сольными концертами, так и участвуя в различных фестивалях, среди которых Фестиваль ВКонтакте, Lenovo Vibe Fest, Stereoleto, Moscow Music Week, Арт-Овраг, VW & Audi Fest.
Музыка группы попала в короткометражный фильм Максима Кулагина «Угонщик», удостоенный номинации специальный приз жюри на фестивале Кинотавр в жанре «Короткий метр».
2 декабря Ocean Jet победили в конкурсе «Стань звездой D1» от компании Sennheiser, опередив около 600 музыкальных коллективов и получив единодушное признание жюри.
2016 год — новый альбом и «Ash And Dust Tour»
3 марта 2016 года группа выпустила новый мини-альбом «The Word Never Dropped», который стал новым витком в творчестве группы. Изменилось звучание песен, а тексты стали более автобиографичными.
В марте на телеканале ТНТ вышел телесериал «Полицейский с Рублёвки», саундтреком к которому стала песня «Weak».
20 июня группа становится официальным эндорсером компании Sennheiser.
5 октября начался масштабный тур по России, получивший название «Ash And Dust Tour 2016», включавший в себя более 30 городов от Санкт-Петербурга до Красноярска.
Во время съемок короткометражки «Угонщик» у группа познакомилась с Александром Петровым, который сыграл в фильме главную роль. Позже у актёра появляется идея драматического шоу «#ЗАНОВОРОДИТЬСЯ», где объединяются стихи, кино, музыка и театр. Ocean Jet становятся музыкальным сердцем проекта и создают всё музыкальное оформление во время спектакля. Премьера «#ЗАНОВОРОДИТЬСЯ» состоялась 23 ноября на московской площадке Yota Space. Официальным саундтреком драматического шоу становится трек «Breaking the Stones». В преддверии премьеры (14.11) на этот же трек выходит клип, в котором снялись Александр Петров вместе с Ириной Старшенбаум. За время существования проекта было сыграно более 30 шоу в России и странах ближнего зарубежья (Беларусь, Латвия), которые увидело более 100 000 зрителей, показы в кинотеатрах прошли в более чем 100 городах, телевизионная премьера состоялась на телеканале СТС на многомиллионную аудиторию. Шоу игралось на одних из самых крупных и известных площадках, в числе которых ГЛАВCLUB Green Concert, A2 Green Concert, Event Hall, Adrenaline Stadium и фестиваль «НАШЕСТВИЕ».
2017 год — «Glowing Black»
2 апреля 2017 года началась вторая часть тура по России «Ash And Dust Tour 2017». В рамках тура группа посетила 14 городов.
7 декабря состоялся релиз второго полноформатного альбома «Glowing Black». 16 декабря группа представила новый альбом в Москве в клубе Glastonberry и 17 декабря в Санкт-Петербурге в клубе UPITER.
В этом же году клип группы «Into The Storm» получил награду на «International Manhattan Film Festival» в категории Best Cinematography.
2018 год — «Glowing Black Tour»
В марте 2018 года на телеканале НТВ вышел телесериал «Проклятие спящих», композитором которого стал вокалист группы Max Scotch, также в сериале прозвучало несколько песен группы а сами музыканты сыграли эпизодическую роль в одной из серий.
7 ноября в день рождения коллектива Ocean Jet отправляются в тур, состоящий из 21 города.
2019 год — сингл «Beast» и фестивали
В начале марта 2019 года становится известно, что группа Ocean Jet выбрана в качестве приглашённого артиста известной британской группы Enter Shikari, которые приехали в Россию с туром «Stop The Clocks». Ocean Jet выступили на московской площадке Adrenaline Stadium и питерской A2 Green Concert.
Спустя больше года после выхода альбома «Glowing Black» группа анонсировала новый сингл «Beast», презентация которого прошла 19 апреля в Москве и 26 апреля в Санкт-Петербурге.
14 июня на Первом канале вышел выпуск программы Вечерний Ургант, гостями стали актёр Александр Петров и группа Ocean Jet.
21 июля состоялось предпоследнее шоу «#ЗАНОВОРОДИТЬСЯ» на стадионе в Нижнем Новгороде.
23 июля в Adrenaline Stadium в Москве финальное шоу «#ЗАНОВОРОДИТЬСЯ».
Участники фестивалей VK Fest, Delivery fest, Midsummer Fest, Baikal Urban Fest, Электронный берег, Отличный Fest
2020 год — «BAD GOØD»
В августе 2020 года на телеканале ТВ-3 вышел телесериал «Агентство О. К.О». Max Scotch стал композитором сериала и исполнил заглавный трек — кавер на песню «Легион» группы Агата Кристи, записанный специально для проекта. Также в «Агентство О. К.О» прозвучало несколько треков Ocean Jet.
17 сентября 2020 года состоялся релиз нового альбома «BAD GOØD».
Концерты-презентации альбома в связи с эпидемиологической ситуацией перенесены на 10 декабря 2020 (Санкт-Петербург) и 12 декабря 2020 (Москва).
2022 год — «ENTWINED» и «Планета Максимус»
4 марта Ocean Jet выпускают новый сингл «RUTHLESS» и объявляют о пополнении — к группе присоединилась новая вокалистка Lesia Valentain (в замужестве — Lesia Scotch). В апреле стартует первая часть тура DOWN TO THE CORE по южным городам страны.
26 июля выходит новый сингл «FOLLOW YOU DOWN».
20 сентября группа выпускает долгожданный EP «ENTWINED» и тут же отправляется в тур DOWN 2 THE CORE.
2 декабря Ocean Jet снова выходят на сцену вместе с Александром Петровым с презентацией его нового спектакля «Планета Максимус».
2023 год — Юбилейный год группы
9 апреля Ocean Jet открывают свой тур EXCITING TOUR концертом в Нижнем Новгороде.
В июне вокалисты поженились, после чего Lesia Scotch взяла псевдоним мужа.
15 июля группа сыграла на фестивале VK FEST в Москве. А также объявила даты своего осеннего тура и выход нового альбома в конце этого года.

## Дискография
- 2013 — «Echoes» (EP)
- 2015 — «Vengeance» (LP)
- 2016 — «The Word Never Dropped» (EP)
- 2017 — «Glowing Black» (LP)
- 2019 — «Beast» (SP)
- 2020 — «BAD GOØD» (EP)
- 2021 — «Winner» (SP)
- 2022 - «Entwined» (EP)
- 2024 — «Mind Rivers» (LP)

## Туры
- Ash And Dust Tour pt.1 (2016)
- Ash And Dust Tour pt.2 (2017)
- Glowing Black Tour (2018)
- Now Or Never Tour (2019)
- DOWN TO THE CORE pt. I (2022)
- DOWN 2 THE CORE (2022)
- EXCITING TOUR (2023)
- MIND RIVERS TOUR (2024)

## Клипы
- Distant (2013)
- Unfettered (2014)
- A Part Of You (2016)
- Breaking The Stones (2017)
- Into The Storm (2017)
- Deceiver (2018)
- Beast (2019)
- Ruthless (2023)

## Основные появления в медиа
- «Учитесь слышать» (радио MAXIMUM)
- «Созвездие Льва» (радио Серебряный дождь)
- «ОК на связи» (ok.ru)
- «Стиллавин и его друзья» (радио Маяк)
- «Живой звук» (телеканал Lifenews78)
- «RedBull музыкальная кухня» (телеканал ТНТ Music)
- «#НАШЕТВLIVE» (телеканал НАШЕ ТВ)
- «LIVE» (телеканал О2тв)
- «#ЗАНОВОРОДИТЬСЯ» (телеканал СТС)
- Презентация клипа «A Part Of You» (colta.ru)
- «Вечерний Ургант» (Первый канал)"
- «Узнать за 10 секунд» (Афиша)"
- «Планета Максимус» (Кино)
- «Шоу Воля» (ТНТ)